# 담양군·곡성군·장성군
담양군·곡성군·장성군은 대한민국의 옛 국회의원 선거구이다. 당시 전라남도 담양군, 곡성군, 장성군 지역을 관할했다.

## 역사
제16대 국회의원 선거를 앞두고 선거구 조정이 일어나면서 담양군·장성군 선거구에 곡성군이 편입되면서 신설되었다.
제18대 국회의원 선거를 앞두고 선거구 조정이 일어나면서 담양군, 곡성군은 구례군과 담양군·곡성군·구례군 선거구를 이루고 장성군은 함평군, 영광군과 함께 함평군·영광군·장성군 선거구를 이루게 됨에 따라 폐지되었다.

## 역대 국회의원
| 선거   | 정당 | 정당         | 의원   |
| ------ | ---- | ------------ | ------ |
| 2000년 |      | 새천년민주당 | 김효석 |
| 2004년 |      | 새천년민주당 | 김효석 |

## 역대 선거 결과

### 대한민국 제16대 국회의원 선거
|  | 92.44% |

|  | 7.55% |

### 대한민국 제17대 국회의원 선거
|  | 52.52% |

|  | 45.25% |

|  | 2.21% |